# Magdalena Bałazińska

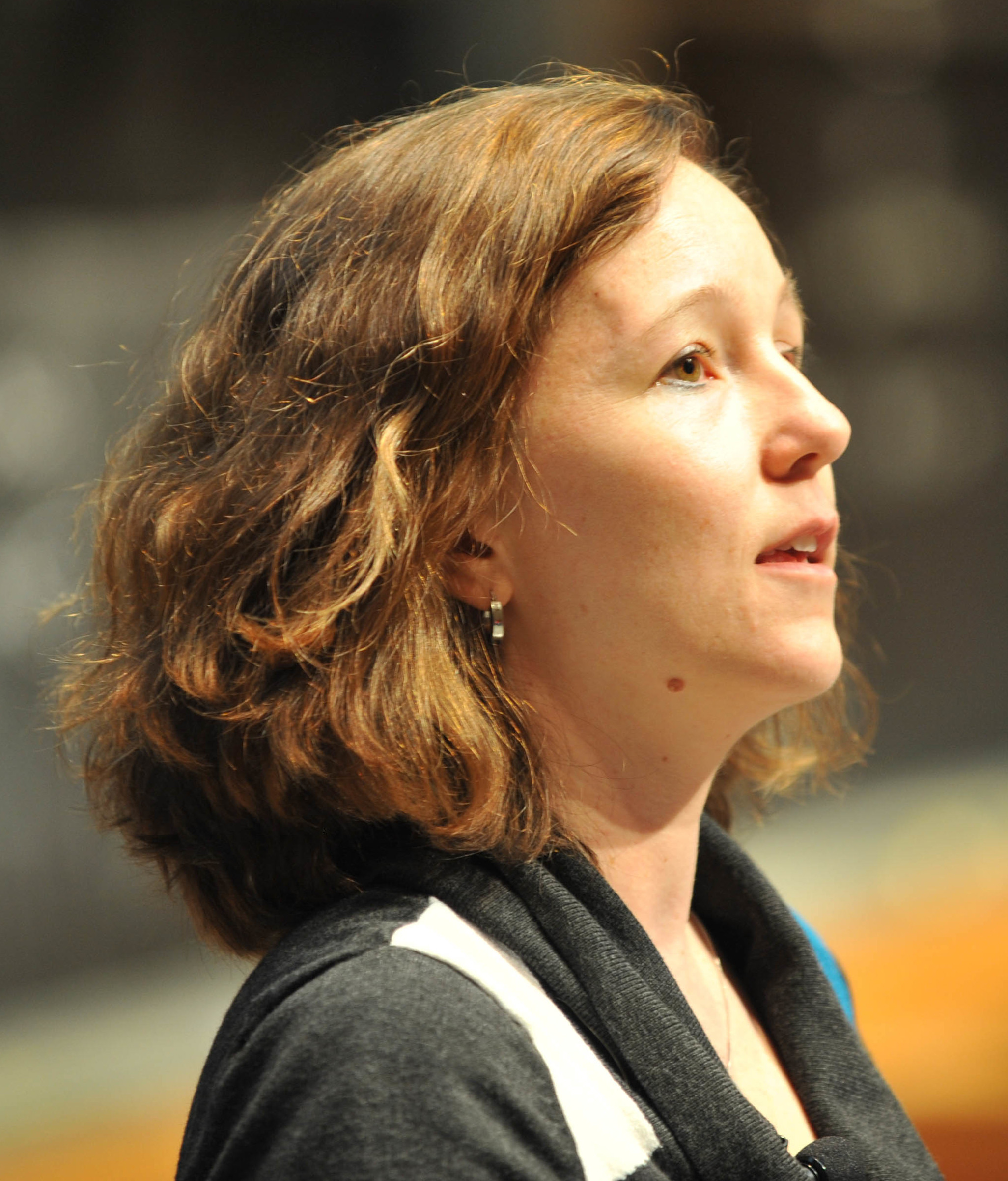
Bałazińska năm 2014

Magdalena Bałazińska là nhà khoa học máy tính, chuyên nghiên cứu về cơ sở dữ liệu và luồng dữ liệu. Sinh ra ở Ba Lan và được đào tạo ở Algeria, Canada và Mỹ, bà làm việc tại Đại học Washington. Tại đây bà giữ chức giám đốc Trường Trường Khoa học Máy tính & Kỹ thuật Paul G. Allen.

## Học vấn và nghề nghiệp
Balazinska sinh ra ở Ba Lan. Gia đình bà chuyển đến Algérie, tại đây bà học tại một trường nói tiếng Ba Lan và tiếng Pháp. Sau đó bà đến Quebec, Canada, tiếp tục học lên đại học, chuyên ngành kỹ thuật máy tính tại trường Bách khoa Montréal. Bà bảo vệ thành công luận án Tiến sĩ ngành khoa học máy tính năm 2005 tại Viện Công nghệ Massachusetts (MIT). Luận án mang tên: Fault-Tolerance and Load Management in a Distributed Stream Processing System (tạm dịch: Khả năng chịu lỗi và Quản lý Tải trong Hệ thống Xử lý Dòng Phân tán) do Hari Balakrishnan là người hướng dẫn.
Bà làm việc tại Đại học Washington vào năm 2006 và đảm nhiệm chức vụ Giám đốc Viện Khoa học Điện tử (eScience). Năm 2019, bà được bổ nhiệm làm giám đốc Trường Khoa học Máy tính & Kỹ thuật Paul G. Allen.

## Vinh danh
Công trình nghiên cứu của Balazinska về xử lý luồng phân tán có khả năng chịu lỗi và tái cấu trúc lại các bản sao của phần mềm được vinh danh vì tính hữu dụng và thực tiễn của nghiên cứu.